# Trichoclinocera dasyscutellum
Trichoclinocera dasyscutellum är en tvåvingeart som beskrevs av Saigusa 1965. Trichoclinocera dasyscutellum ingår i släktet Trichoclinocera och familjen dansflugor. Inga underarter finns listade i Catalogue of Life.